# Heterosternuta ouachita
Heterosternuta ouachita là một loài bọ cánh cứng trong họ Bọ nước. Loài này được Matta & Wolfe miêu tả khoa học năm 1979.